# リカルド・カストロ
リカルド・カストロ Ricardo Castro (ヴィトリア・ダ・コンキスタ、1964年11月7日生まれ）は、ブラジルバイーア州出身の指揮者、ピアニスト。
ブラジルでのポルトガル語の読みはヒカルド・カストロ。

## 概説
カストロは3歳の時に独学でピアノを弾き始めた。5歳の時、特別な措置でサルヴァドール音楽セミナーに入学した。これは現在では、バイーア連邦大学（UFBA）に属する有名な音楽学校である。
1984年、自費でヨーロッパに留学し、ジュネーブ音楽院のマリア・ティポによるピアノのヴィルトゥオーゾ・クラスとアルパード・ゲレツによる指揮のクラスに入学した。
1993年、イギリスのリーズ国際ピアノ・コンクールで優勝した。1963年のコンクール創設以来、ラテンアメリカ出身者として初の優勝であった。
カストロはバイーア州青少年児童オーケストラ (NEOJIBA ) の総監督兼芸術監督を務めている。
NEOJIBAのメンバーらで構成されるバイーア青少年オーケストラは、2010年にヨーロッパツアーを成功させた。2011年にはジュネーブのビクトリア・ホールで演奏活動を行ない、いずれもカストロの指揮によるものである。

## ディスコグラフィー
- 1990 - Olivier Messiaen - Quatuor pour la fin des temps
- 1995 – Frédéric Chopin – Nocturnes Vol. 1 Nos. 1-10
- 1995 – Franz Liszt – Années de Pélerinage – Rigoletto Concert Paraphrase
- 1998 – Frédéric Chopin – Nocturnes Vol. 2 Nos. 11-21
- 1998 - Frédéric Chopin – Piano Concertos Nos. 1&2; Vol. 1: Polonaises Op.22, 26 e 53
- 1999 – Frédéric Chopin – Sonatas – Waltzes – Nocturne
- 2004 – Franz Schubert – Ricardo Castro e Maria João Pires
- 2011 – Dvorak e Schumann, com Quarteto de Cordas da OSESP - Brasil
- 2013 – “Bahia Orquestral”, com Orquestra Juvenil da Bahia – Brasil
- 2014 – Henrique Oswald, com Quarteto de Cordas da OSESP – Brasil